# That Royle Girl
That Royle Girl és una comèdia estatunidenca de cinema mut de 1925 dirigida per D. W. Griffith. Fou produïda per Paramount Pictures. La pel·lícula està basada en la novel·la d'Edwin Balmer del mateix nom. És protagonitzada per Carol Dempster, W. C. Camps i Harrison Ford. Es considera que s'ha perdut.
Cap còpia de That Royle Girl es coneix que ha sobreviscut. El 1980, l'American Film Institute va incloure aquest títol entre la seva llista de les “Deu més buscades” entre les pel·lícules que s'han perdut.

## Argument
Joan Royle (Carol Dempster), una bonica però ingènua model nascuda en els barris baixos, s'enamora de Fred Ketlar (Harrison Ford), el líder d'una orquestra de ball. Quan assassinen la dona de Fred, Adele, és arrestat i condemnat pel crim. Joan creu que el veritable assassí és Baretta, un gàngster que va tenir Adele com a amant.

## Producció
Aquesta pel·lícula, juntament amb Sally of the Sawdust, va significar el retorn de Griffith de treballar per a un estudi important de Hollywood, la Paramount. Quan la producció ja s'havia iniciat, Griffith va afegir W. C. Fields al repartiment per obtenir un paper de suport com al fillastre de l'heroïna.

## Repartiment
- Carol Dempster com a Joan Daisy Royle
- W. C. Fields com al seu Pare
- James Kirkwood com a Calvin Clarke
- Harrison Ford com a Fred Ketlar
- Paul Everton com a George Baretta
- Kathleen Chambers com Adele Ketlar
- George Regas com al seu Henchman
- Florence Auer com a la noia de Baretta
- Ida Waterman com a Senyora Clarke
- Alice Laidley com a la núvia de Clarke
- Dorothy Amor com a Lola Nelson
- Dore Davidson com a Elman
- Frank Allworth com a Oliver
- Bobby Watson com a Hofer